# Girona Futbol Club 2014-2015
Questa voce raccoglie le informazioni riguardanti il Girona Futbol Club nelle competizioni ufficiali della stagione 2014-2015.

## Maglie e sponsor
| Casa | Trasferta | Terza divisa |

## Rosa
Rosa aggiornata al 31 marzo 2015
| N. |                    | Ruolo | Calciatore        |
| -- | ------------------ | ----- | ----------------- |
| 1  | Spagna (bandiera)  | P     | Jorge Palatsí     |
| 3  | Spagna (bandiera)  | D     | David García      |
| 4  | Francia (bandiera) | D     | Florian Lejeune   |
| 5  | Spagna (bandiera)  | C     | Cristian Gómez    |
| 6  | Spagna (bandiera)  | C     | Álex Granell      |
| 7  | Spagna (bandiera)  | D     | Richy             |
| 8  | Spagna (bandiera)  | C     | Eloi Amagat       |
| 9  | Spagna (bandiera)  | A     | Jaime Mata        |
| 10 | Spagna (bandiera)  | A     | Gerard Bordas     |
| 11 | Spagna (bandiera)  | C     | Aday Benítez      |
| 13 | Spagna (bandiera)  | P     | Isaac Becerra     |
| 14 | Spagna (bandiera)  | D     | Pablo Íñiguez     |
| 16 | Spagna (bandiera)  | C     | Christian Alfonso |

| N. |                   | Ruolo | Calciatore           |
| -- | ----------------- | ----- | -------------------- |
| 17 | Spagna (bandiera) | C     | Juanlu               |
| 19 | Spagna (bandiera) | C     | Felipe Sanchón       |
| 20 | Spagna (bandiera) | C     | Jandro               |
| 21 | Spagna (bandiera) | A     | Francisco Sandaza    |
| 22 | Spagna (bandiera) | D     | Miguel Ángel Garrido |
| 23 | Spagna (bandiera) | D     | David Juncà          |
| 24 | Spagna (bandiera) | D     | Jonás Ramalho        |
| 28 | Spagna (bandiera) | D     | Carles Mas           |
| 29 | Spagna (bandiera) | C     | Pere Pons            |
| 30 | Spagna (bandiera) | P     | Andrés Moreno        |
| 32 | Spagna (bandiera) | A     | Sebas Coris          |
| 33 | Spagna (bandiera) | D     | David Bigas          |
|    | Spagna (bandiera) | D     | Marcelo Djaló        |

## Risultati

### Segunda División

#### Play-off
| Saragozza 11 giugno 2015, ore 20:00 CEST Semifinali - Andata | Saragozza | 0 – 3 referto             | Girona | La Romareda |
| \| \| \| \| \| \| Marcatori \| 23’, 59’ Mata 45’ Lejeune \|  |           |                           |        |             |
|                                                              |           |                           |        |             |
|                                                              | Marcatori | 23’, 59’ Mata 45’ Lejeune |        |             |

| Girona 14 giugno 2015, ore 17:00 CEST Semifinali - Ritorno                                  | Girona    | 1 – 4 referto                                    | Saragozza | Estadi Montilivi |
| \| \| \| \| \| Aday 73’ \| Marcatori \| 19’ (rig.) 34’ Willian 44’ Cabrera 67’ Fernández \| |           |                                                  |           |                  |
|                                                                                             |           |                                                  |           |                  |
| Aday 73’                                                                                    | Marcatori | 19’ (rig.) 34’ Willian 44’ Cabrera 67’ Fernández |           |                  |